# أوسكار رومان أكوستا
أوسكار رومان أكوستا (بالإسبانية: Oscar Román Acosta) لاعب كرة قدم أرجنتيني ولد في 18 أكتوبر عام 1964 بمدينة روزاريو بالأرجنتين .
لعب لعدة أندية أهمها نادي فيرو كاريل وستي ونادي سيرفيتي و فيليز سارسفيلد وأنا يوكوهاما الياباني وريفر بليت وسان مارتن وبانفيلد وخيمناسيا خيخون وأرجنتينوس جونيورز ونادي برشلونة سبورتنغ الإكوادوري. ولعب مع المنتخب الأرجنتيني لكرة القدم في فترة أواخر الثمانينيات.

## روابط خارجية
- أوسكار رومان أكوستا على موقع الاتحاد الدولي (مؤرشف)  (الإنجليزية)
- أوسكار رومان أكوستا على موقع قاعدة بيانات كرة القدم.إي يو (الإنجليزية)
- أوسكار رومان أكوستا على موقع عالم كرة القدم.نت (الإنجليزية)